# Jugansbo, Sala kommun
Jugansbo är en småort i nordöstra delen av Sala socken i Sala kommun. 
Orten hade 1900-1964 en järnvägsstation (från 1959 hållplats) på linjen Sala-Gysinge-Gävle järnväg. Stationen hade som alla klass I stationer hus och godsmagasin, samt uthus med tvättstuga, bagarstuga och jordkällare i sten. Vid stationen fanns ett frilastspår med plats för 49 vagnar och en lastkaj för 3 vagnar. I järnvägsstationen låg även en poststation. Jugansbo hade en snickerifabrik, ett tegelbruk och ett mindre kalkbruk. Intill stationen låg även en banvaktstuga.